# 聖ヨセフ大聖堂 (ハノイ)

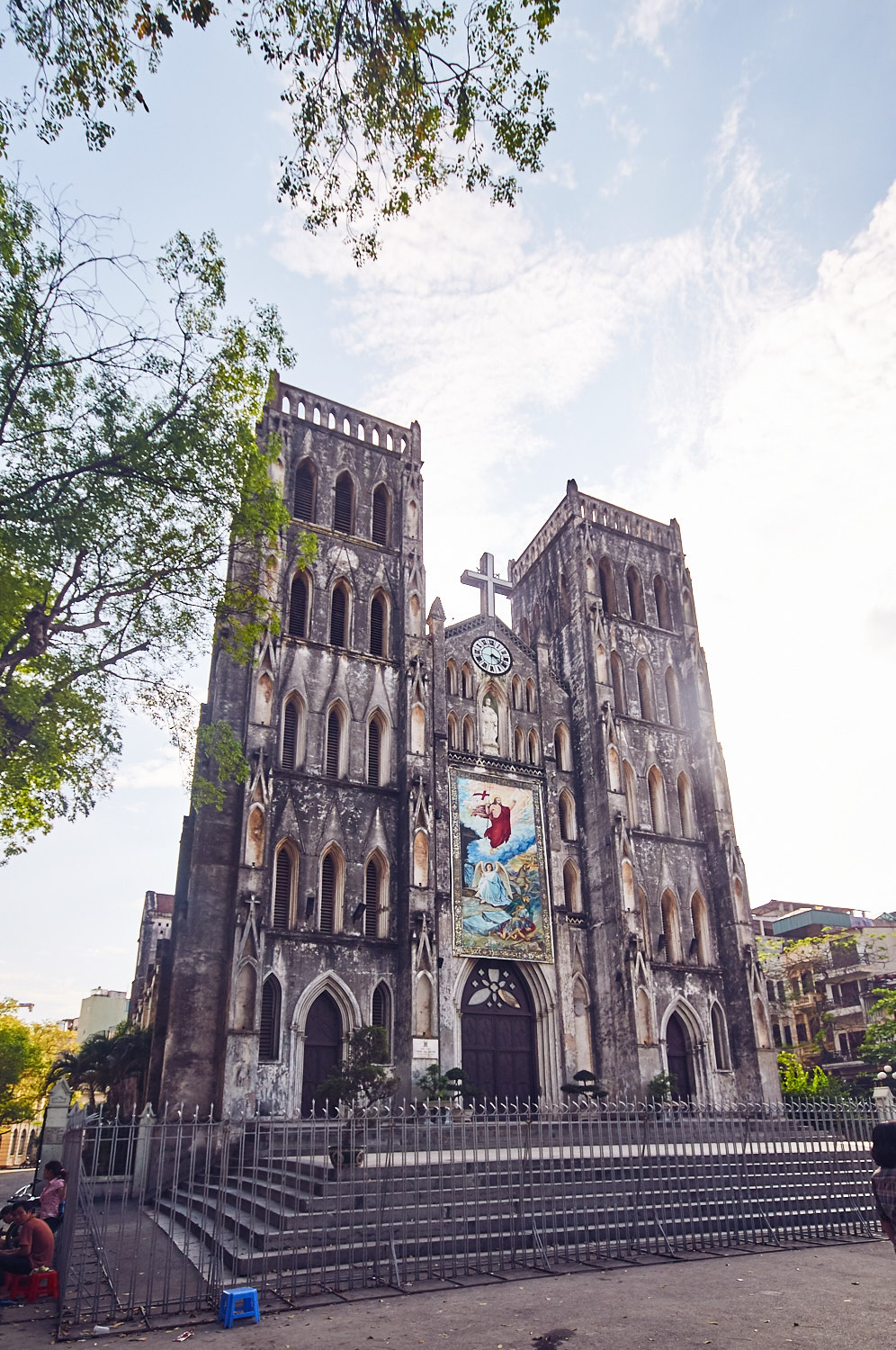
聖ヨセフ大聖堂（ハノイ）

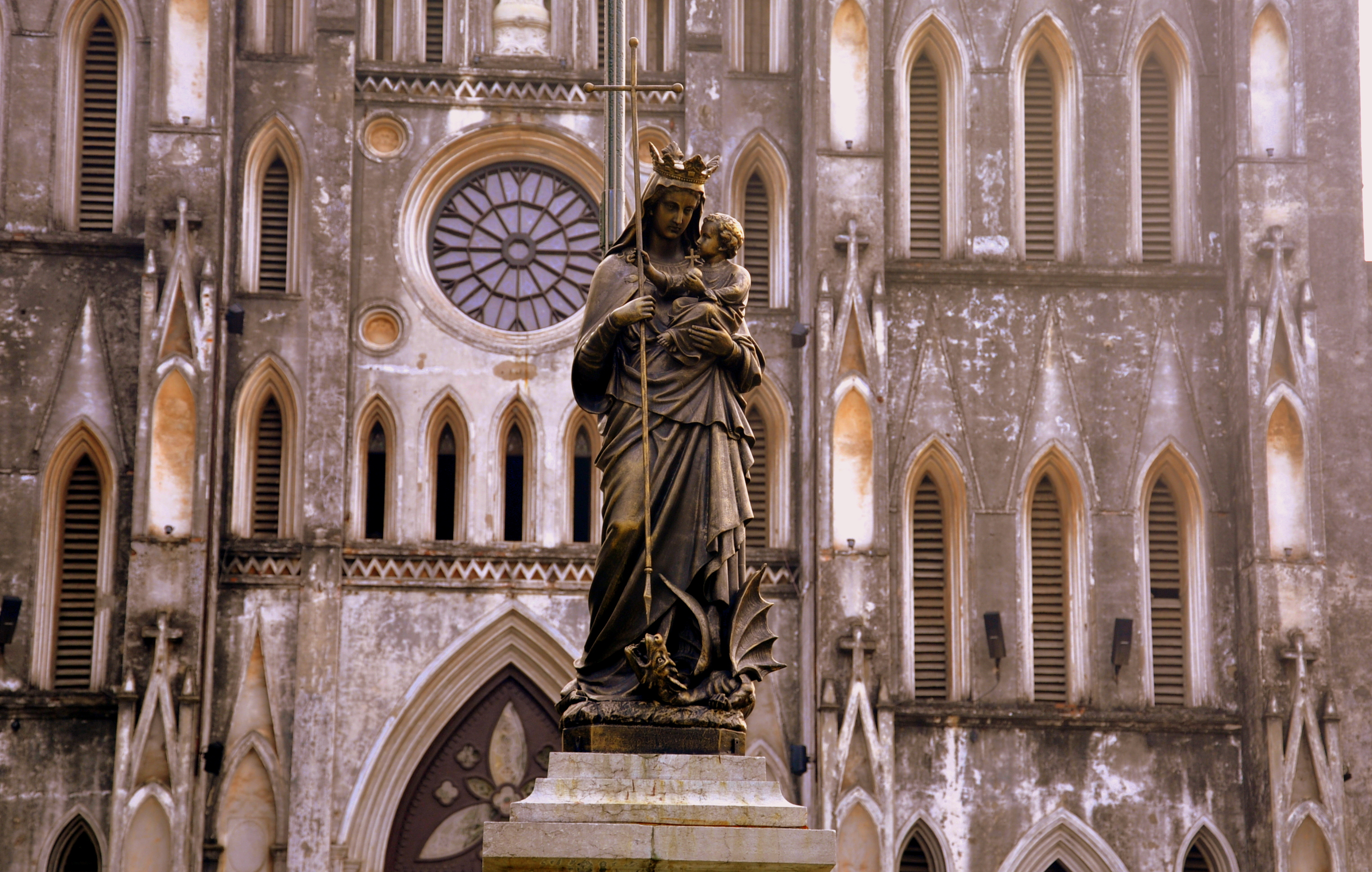
大聖堂正面の聖母マリア像

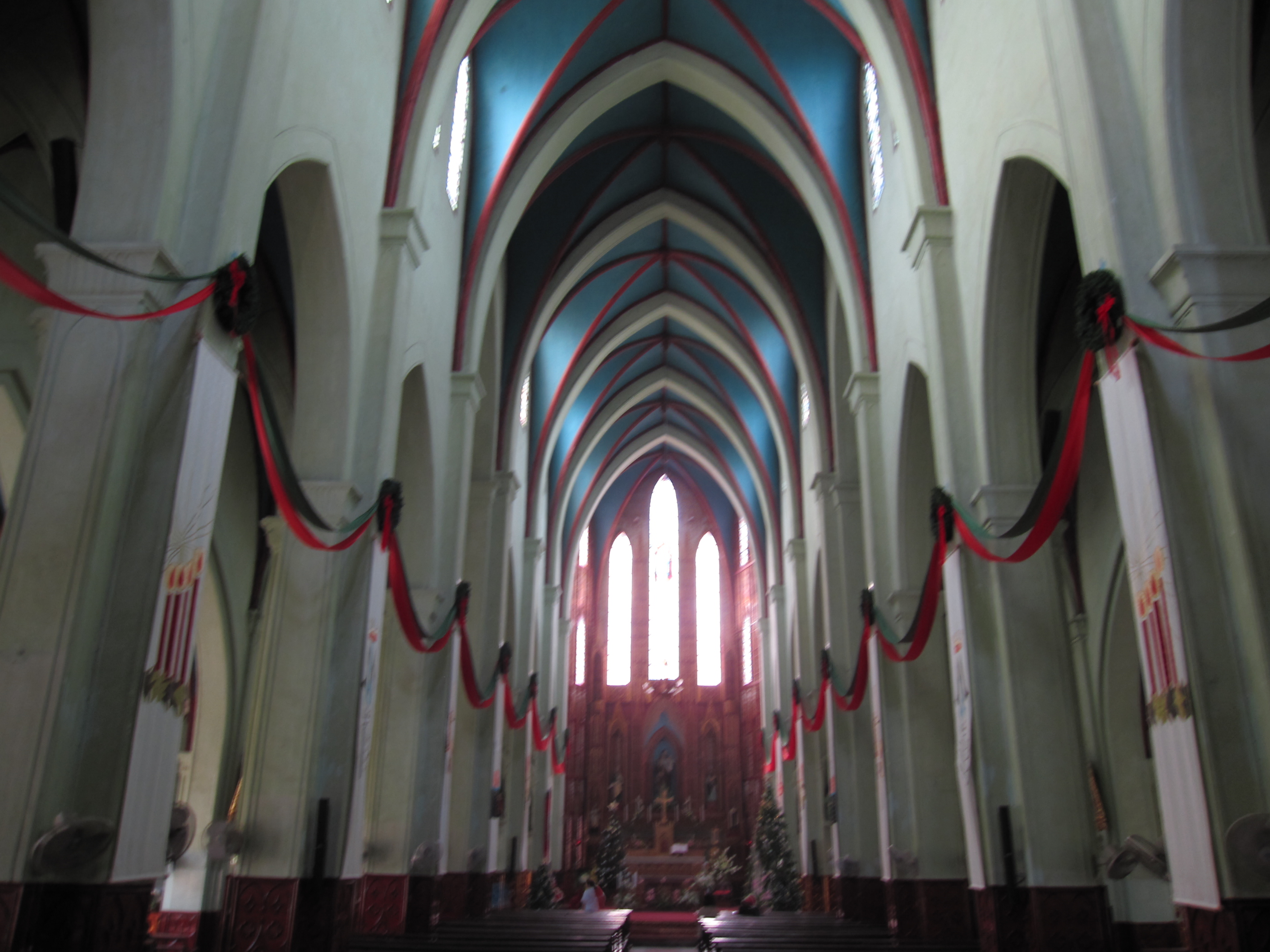
大聖堂の内部

聖ヨセフ大聖堂（せいヨセフだいせいどう、ベトナム語: Nhà thờ Lớn Hà Nội, Nhà thờ Chính tòa Thánh Giuse、フランス語: Cathédrale Saint-Joseph）は通常「ハノイ大聖堂」と呼ばれる。ベトナム国ハノイ・ホアンキエム区のニャチョン通り（教会通り）にある。 19世紀後半のゴシック・リバイバル様式（ネオゴシック様式）の大聖堂で、ローマカトリック教会の約400万人カトリック教徒からなるハノイ大司教区の大聖堂として機能している。大聖堂の名称は、ベトナムとインドシナの守護聖人である聖ヨセフにちなんで名付けられた。
1884年に建設が始まり、1886年12月に献堂した。フランス領インドシナ政府によって建てられた初期の建造物の1つであり、ハノイで最も古い教会になる。その建築様式はノートルダム大聖堂に似ていると説明されている。
大聖堂では、日中に何度かミサが行われる。日曜日の午後6時のミサでは、大勢の人が通りにあふれる。祈りの聖歌が放送され、中に入れないカトリック教徒は通りに集まり聖歌を聞く。

## 参照項目
- ベトナムのカトリック
- ハノイ大司教区（Archdiocese of Hanoi）
- サイゴン聖母大聖堂（サイゴン大教会）